# Kolosov Point
Kolosov Point är en udde i Antarktis. Den ligger i Östantarktis. Nya Zeeland gör anspråk på området.
Terrängen inåt land är kuperad söderut, men åt nordost är den platt. Havet är nära Kolosov Point åt nordväst. Trakten är obefolkad. Det finns inga samhällen i närheten.